# Porth (Kornwalia)
Porth – wieś w Anglii, w Kornwalii. Leży 49 km na północny wschód od miasta Penzance i 366 km na zachód od Londynu.